# Giske (ø)
Giske er den mindste ø i Giske kommune på Sunnmøre i Møre og Romsdal fylke i Norge, og har omkring 700 indbyggere. Landbrug, fiskeri og trævareindustri er de vigtigste erhverv. Giske fik fastlandsforbindelse i 1987, da Giskebroen til Valderøy stod færdig. Giske fik senere udvidet vejforbindelse til Godøy med Godøytunellen som åbnede i 1988. 

## Kultur
Navnet Giske er formentlig afledt af norrønt gizki (dug eller klud), som henviser til øens flade form. Giske var sæde for flere mægtige slægter; slægten til Ragnvald Mørejarl, Arnungeætten fra 900-tallet, og Giskeætten videre opover i middelalderen. 
Øen har fortidsminder fra mange epoker, for eksempel Mjelthaugen fra bronzealderen, Giske Kirke fra middelalderen og det tidligere Giskegodset. Det historiske Giskespelet, som bliver fremført hver anden sommer, fortæller om sagaen om Arnungeslægten.

## Geografi
Øen har et areal på 2,67 km². Ørnebakken (26 moh.) er det højeste punkt. 
Vådområdet Makkevika er et fredet fugleområde. Kystlinjen har mange fine sandstrande som bliver brugt af både fastboende og turister. På Kvalneset, på den vestlige del af øen , blev der tidligere tørret fisk.